# 村田陣悟
村田 陣悟（むらた じんご、2002年2月22日 - ）は、ジャパンラグビーリーグワントヨタヴェルブリッツに所属するラグビーユニオン選手。

## プロフィール
- 京都府出身[1]。
- ポジションはフランカー(FL)。
- 身長 185 cm、体重 102 kg

## 略歴
2020年、京都成章高校卒業後、早稲田大学に入る。なお京都成章高校時代、高校日本代表候補に選ばれたことがある。
2024年、アーリーエントリーでトヨタヴェルブリッツに加入。